# 武家造

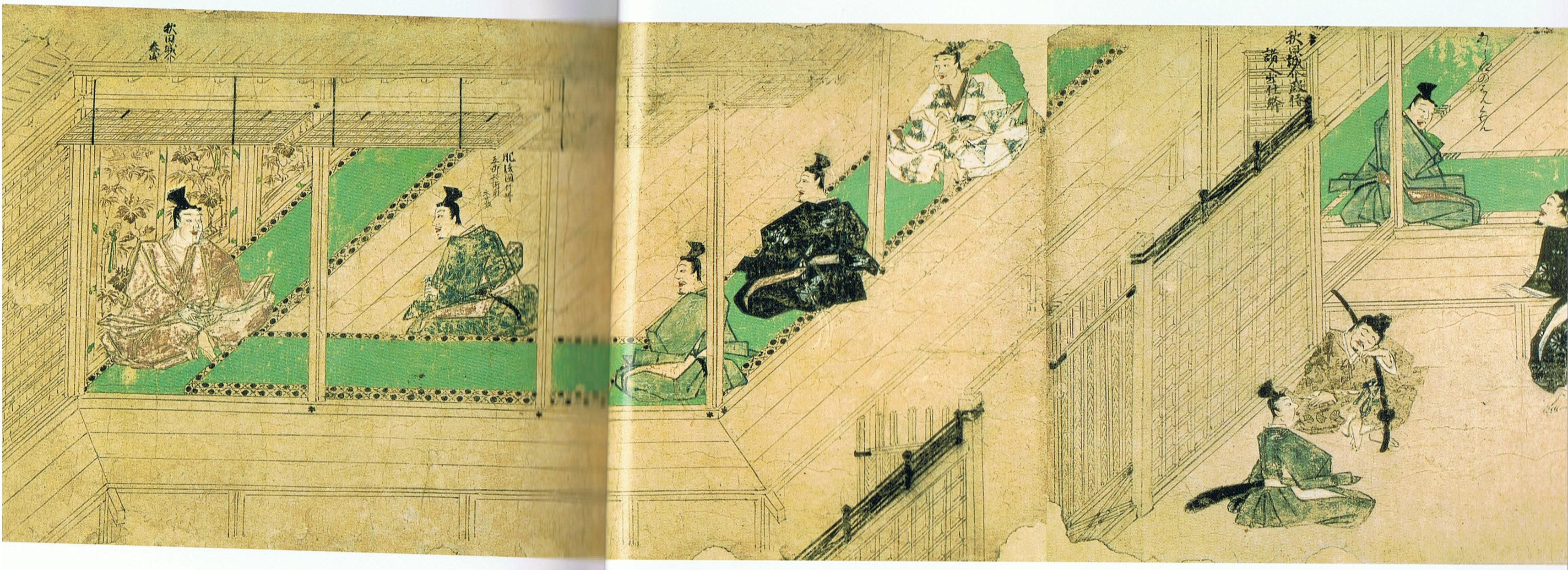
『蒙古襲来絵詞』に描かれた安達泰盛の屋敷

武家造（ぶけづくり）とは、鎌倉時代の武家住宅の様式と想定されたものである。実用性を重視し、簡素な造りであり、貴族文化に対抗した武家にふさわしい住宅様式と考えられた。
しかし、武家も元は貴族の出自を持ち、その邸宅も寝殿造を簡素化したもので、独自の様式とは捉えないのが、建築史（住宅史）の通説になっている。
鎌倉将軍邸について吾妻鏡に記録があり、それによると神殿・小御所・常御所・二棟御所・釣殿・侍所などでの構成がわかっていて、寝殿造の構成を引き継ぎながらも武家独自の空間構成がとられていることが窺え、釣殿の存在は、池泉庭園が造られていたのではないかと推測される。
この時代の武士はその住宅建築の基本は平安貴族の生活の舞台であった寝殿造においていたが、生活活動内容は公家や殿上人などとは異なるものであるので、当然住居もそれに相応して変革が加えられているとみられる。十八間という巨大建築であった鎌倉将軍邸の侍所は御家人が参集して儀式や宴を行う会場であるが、武家社会固有の儀礼としてときには将軍と御家人が対座することもあったとみられている。
そのほか、武家住宅の実態は今日でも十分解明されているとはいい難いが、およそは一棟あるいは棟続きの家屋の中に武士の詰所である遠侍や表座敷としての寝殿、対面所、客間として出居、公文所、居間などの諸室を配して周囲には堅固な塀や堀をめぐらすほか、小規模な家屋に対座して庭空間も寝殿造に比して小面積で、中門や車寄せの前庭が寝殿造の広庭にとってかわり、内庭が分化して鑑賞本位になっているとみられ、この基本構成は室町まで踏襲されている。
鎌倉時代末期には多くの絵巻物が製作され、これらには地方武士の住宅が多く描かれている（法然上人絵伝、蒙古襲来絵詞など）。彼らは幕府から任ぜられて任地に赴いて住み、その職務に従い周辺地域に支配を及ぼす。農村に住んで農業経営にあたり、農民を直接支配した。それらの姿がはたしてどの程度その実態に忠実に描いているかについてはなんともいえない。有名な『男衾三郎絵詞』では武蔵国男衾三郎とその兄吉見二郎の住宅を描いたもの、この絵画とまた詞書によっても吉見二郎の屋敷は都に聞こえるほど立派なものであることを伝えている。
池に屋形船をうかべはなやかな様子が描かれているが二郎は宮廷の女房を妻にもらい、詩歌管弦の遊戯を好んでいたらしく、広大な敷地内には池を築き釣殿を建て、庭園には紅梅や桜、松などの趣ある植栽がなされている様子がわかるほか、建物の配置や様子からは寝殿造を踏襲しているとみられること、武家の邸宅らしく築地の上に板屋根をのせて盛り土をし、門扉にも金具が打たれていること、屋敷周辺には警護の者が控えているなど防衛のための手立てがなされていることが描かれてもいる。これに対し弟三郎の住宅として描かれたものは、屋敷自体は様式や規模は兄のものと変わらず寝殿造風であるが、屋敷内外に武芸の鍛錬に励む武士たちの姿や池など観賞用の園地がなく平庭で、庭空間には雑草が覆い茂り手入れがなされず、植栽についても門と中門廊とに桐の木が植えられている程度であることがわかる。この時代の武士特有の活動に戦闘があり、また客を迎えてもてなす接客や対面の行事もあったため従来どおりの寝殿造では対応しきれないところがあったとされている。

## その他
- 義務教育では「武家造」と教えていたことがある。例：。（おそらく平安時代-寝殿造、鎌倉時代-武家造、室町時代-書院造、江戸時代-数寄屋造、というのが覚えやすいためと考えられる。ただし、現在の大阪書籍版教科書に「武家造」の記述は無い）
- （江戸時代の）武家の住まい（武家屋敷）と「武家造」を混同し、観光地の案内などで玄関、式台のある住まいを武家造と称していることがあるが、これは混乱を招く使い方であり、適切ではない。